# 칼 룬드그렌
칼 레오나드 "룬디" 룬드그렌(영어: Carl Leonard "Lundy" Lundgren, 1880년 2월 16일~1934년 8월 21일)은 미국의 야구인이자 미식축구 선수이다.
일리노이 대학교 어배너-섐페인에서 미식축구와 야구를 했으며, 메이저 리그 베이스볼(MLB)의 시카고 컵스에서 여덟 시즌을 뛰었다. 컵스에서의 기간 동안 투수로서 91승 55패를 기록했다. 커리어 하이 시즌은 1907년으로, 28경기에 출전해 207이닝 동안 27실점, 1홈런만을 허용하며 18승을 거두었으며 그중 7번은 완봉이었다. 같은 해 기록한 1.17의 평균자책점은 그해 메이저 리그에서 두 번째로 낮은 수치였으며, 9이닝당 평균 5.652안타를 내주었는데 이는 그해 메이저 리그에서 가장 낮은 수치였다.
이후 컨트롤 문제를 겪으며 기량 하락을 겪었다. 선수로서 은퇴한 뒤에는 지도자 생활을 시작해, 1914년부터 1921년까지 미시간 대학교에서 야구부 헤드 코치와 축구부 보조 코치를 맡았다. 1921년부터 1934년 그가 사망할 때까지 일리노이 대학교에서 야구부 헤드 코치와 운동부 보조 감독을 맡았다.